# Micah Buzianis
Micah Buzianis (* 19. November 1970 in Denver) ist ein US-amerikanischer Windsurfer. Er gewann 2003 und 2005 den Weltmeistertitel im Slalom und gehörte in dieser Disziplin rund 15 Jahre zur Weltspitze.

## Biografie
Buzianis wuchs in Erda (Utah) auf und lernte auf den umliegenden Seen das Windsurfen. Im Alter von 16 Jahren zog er mit seinen Eltern nach Maui und nahm drei Jahre später das erste Mal am Windsurf World Cup teil. Nachdem er 1996 erstmals ein World-Cup-Event gewinnen konnte, wurde er zur kommenden Saison Profi. Gleich in dieser Saison konnte er drei Siege und den Vize-Weltmeistertitel im Slalom feiern. Diesen Erfolg wiederholte er in der Saison 2000. Drei Jahre darauf konnte sich Buzianis erstmals zum Weltmeister im Slalom krönen. Im Jahr 2005 wurde er erneut, diesmal gemeinsam mit Bjørn Dunkerbeck, Weltmeister. Auch in den folgenden Jahren gehörte er zur Weltspitze im Slalom. 2012 gelang ihm sein letzter World-Cup-Sieg in Ulsan (Südkorea), wodurch er zum Saisonende dritter in der Slalomwertung wurde. Zum Ende des Jahres 2015 beendete er im Alter von 45 seine Wettkampfkarriere.
Im November 2001 wurde Buzianis Präsident der PWA, legte sein Amt jedoch wenige Monate danach wieder nieder.

## Erfolge

### World Cup Wertungen
| Saison      | Overall | Overall | Wave  | Wave   | Slalom | Slalom |
| Saison      | Platz   | Punkte  | Platz | Punkte | Platz  | Punkte |
| ----------- | ------- | ------- | ----- | ------ | ------ | ------ |
| 1990 – 1996 | ?       | ?       | ?     | ?      | ?      | ?      |
| 1997        | ?.      | ?       | ?.    | ?      | 2.     | ?      |
| 1998        | ?.      | ?       | ?.    | ?      | 6.     | ?      |
| 1999        | 7.      | 27      | 24.   | 2955   | 3.     | 6148   |
| 2000        | 4.      | 80      | 14.   | ?      | 2.     | ?      |
| 2002        | –       | –       | –     | –      | 5.     | 4002   |
| 2003        | –       | –       | –     | –      | 1.     | 4101   |
| 2004        | –       | –       | –     | –      | 4.     | 5739   |
| 2005        | –       | –       | –     | –      | 1.     | 4167   |
| 2006        | –       | –       | –     | –      | 2.     | 6135   |
| 2007        | –       | –       | –     | –      | 4.     | 10104  |
| 2008        | –       | –       | –     | –      | 20.    | 5607   |
| 2009        | –       | –       | –     | –      | 4.     | 10038  |
| 2010        | –       | –       | –     | –      | 4.     | 8037   |
| 2011        | –       | –       | –     | –      | 6.     | 9378   |
| 2012        | –       | –       | –     | –      | 3.     | 9774   |
| 2013        | –       | –       | –     | –      | 8.     | 5706   |
| 2014        | –       | –       | –     | –      | 13.    | 8636   |
| 2015        | –       | –       | –     | –      | 12.    | 8751   |

### World Cup Siege
| Datum               | Ort         | Land                    | Disziplin |
| ------------------- | ----------- | ----------------------- | --------- |
| 14.08. – 19.08.1996 | Paros       | Griechenland            | Slalom    |
| 19.03. – 23.03.1997 | Hyères      | Frankreich              | Slalom    |
| 01.06. – 08.06.1997 | Noord       | Aruba                   | Slalom    |
| 09.06. – 15.06.1997 | Cabarete    | Dominikanische Republik | Slalom    |
| 13.08. – 18.08.1998 | Paros       | Griechenland            | Slalom    |
| 24.03. – 28.03.1999 | Hyères      | Frankreich              | Slalom    |
| 12.09. – 19.09.1999 | Fortaleza   | Brasilien               | Slalom    |
| 05.08. – 09.08.2003 | Łeba        | Polen                   | Slalom    |
| 22.07. – 30.07.2005 | Costa Calma | Spanien                 | Slalom    |
| 21.09. – 01.10.2006 | Sylt        | Deutschland             | Slalom    |
| 09.08. – 14.08.2010 | Alaçatı     | Türkei                  | Slalom    |
| 05.05. – 11.05.2012 | Ulsan       | Südkorea                | Slalom    |